# Porozumienie czterech mocarstw w sprawie Berlina
Porozumienie czterech mocarstw w sprawie Berlina (niem. Viermächteabkommen über Berlin) – porozumienie, do którego doszło 3 września 1971 roku, między rządami państw alianckich z czasów II wojny światowej, które reprezentowali ministrowie spraw zagranicznych: Wielkiej Brytanii Alec Douglas-Home, Związku Radzieckiego Andriej Gromyko, Francji Maurice Schumann i Stanów Zjednoczonych William P. Rogers. Porozumienie negocjowano od marca 1970.

## Sytuacja polityczna

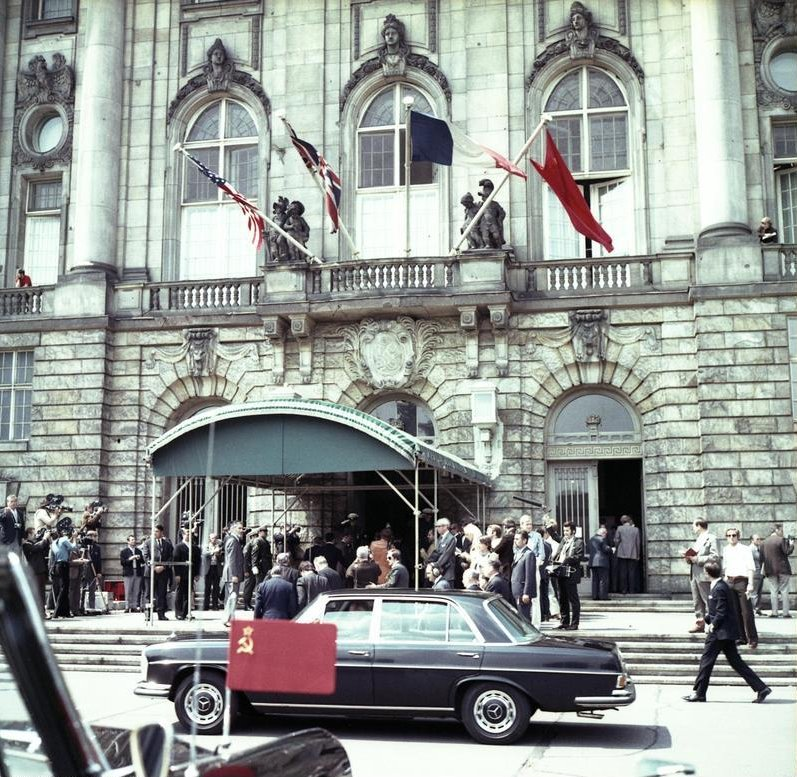
Przybycie delegacji mocarstw na uroczystość podpisania porozumienia

Od momentu powstania dwóch państw niemieckich, atmosfera między nimi była napięta, a Niemiecka Republika Demokratyczna nie uznawała Berlina Zachodniego, z kolei Republika Federalna Niemiec i alianci zachodni nie uznawali Berlina Wschodniego za część NRD ani tym bardziej za jej stolicę. W roku 1970, aby złagodzić napięcia, doszło do rozmów Brandta z rządem radzieckim, w których zrezygnowano z użycia siły względem siebie. RFN zobowiązała się także uznać de facto granicę na Odrze i Nysie i granicę wewnątrzniemiecką oraz zgodziła się negocjować z Niemiecką Republiką Demokratyczną. Ponadto kanclerz RFN Willy Brandt ustalił z władzami w Moskwie, iż konieczne jest porozumienie regulujące praktyczne funkcjonowanie Berlina jako całości. Nie zmieniła się jednak pozycja RFN co do możliwości negocjowania ponownego zjednoczenia Niemiec, uznania granicy polsko-niemieckiej de iure, ani odrębnego od NRD statusu Berlina Wschodniego.
Rozmowy doprowadziły do pierwszego od 1948 r. spotkania kanclerza RFN Willy’ego Brandta z premierem NRD Willi Stophem w Erfurcie oraz do zwołania pierwszego od 1948 r. posiedzenia Sojuszniczej Rady Kontroli Niemiec w Berlinie, celem wypracowania przez czterech aliantów układu regulującego funkcjonowanie praktyczne tego miasta.

## Proces negocjacji
Związek Radziecki zgodził się na kilka ważnych ustępstw: zrzeczenia się możliwości blokowania ruchu do i z Berlina Zachodniego oraz zaakceptowania związków Berlina Zachodniego i Republiki Federalnej Niemiec. Postawiono jednak warunek, że Berlin nie może być traktowany jako terytorium zachodnioniemieckie i być zarządzane przez RFN; z kolei ta ostatnia w zamian uzyskała w umowie zauważenie odrębności Berlina Wschodniego od NRD, poprzez użycie zwrotu „terytoria graniczące z zachodnimi sektorami Berlina [bez precyzowania, czy należą do NRD], a także terytoria NRD niegraniczące z tymi sektorami”, Za negocjację warunków, na jakich miałby odbywać się ruch między RFN a Berlinem Zachodnim, odpowiedzialność ponosiły oba państwa.

## Treść porozumienia
Zadaniem porozumienia, którego tekst liczył 28 stron, było zapobieżenie konfliktom między władzami Berlina Zachodniego a władzami Niemieckiej Republiki Demokratycznej. Porozumienie ustalało następujące założenia:
- Ruch drogowy, kolejowy i wodny między Berlinem Zachodnim a Republiką Federalną Niemiec nie może być w żaden sposób blokowany.
- Obywatele Berlina Zachodniego mieli mieć swobodę wjazdu na terytoria graniczące z zachodnimi sektorami Berlina [bez precyzowania, czy należą one do NRD], a także terytoria NRD niegraniczące z tymi sektorami, w celu odwiedzenia rodziny, innym osobistym bądź biznesowym. Założono budowę nowych przejść granicznych.
- Republika Federalna Niemiec będzie reprezentowała interesy Berlina Zachodniego na arenie międzynarodowej, włącznie z usługami konsularnymi. Związek Radziecki otworzy konsulat w Berlinie Zachodnim i będzie mógł prowadzić tam działalność gospodarczą.
- Opowiedziano się za podtrzymaniem więzów handlowych i kulturalnych między Berlinem Zachodnim a Republiką Federalną Niemiec, przy założeniu, że RFN nie będzie rządziła Berlinem Zachodnim i ograniczy tam działalność polityczną.
- Nienaruszone pozostały uprawnienia czterech mocarstw w odniesieniu do Berlina, wynikające z układu poczdamskiego, a ich wszelkie konflikty miały być regulowane poprzez negocjacje prowadzone bez gróźb użycia siły, natomiast żadne państwo-sygnatariusz nie może zmienić samodzielnie treści umowy. Potwierdzono tym samym odrębny od RFN i NRD status wszystkich czterech sektorów Berlina.

Porozumienie zawierało trzy aneksy; jeden z nich zawierał obietnicę wymiany terytoriów między Berlinem Zachodnim i NRD, aby ułatwić berlińczykom dostęp do eksklaw zachodnioberlińskich na obszarach pod kontrolą NRD. Aneks radziecki obiecywał poprawę w łączności telefonicznej, telegraficznej i transporcie między Berlinem Zachodnim i obszarami pod kontrolą NRD.

## Inne okoliczności
Podpisanie porozumienia przełożono o jeden dzień z powodu dyskusji nad tłumaczeniem. Jednym z problemów było przetłumaczenie wyrażenia „ruch tranzytowy” (ang. transit traffic) – niemiecki odpowiednik różnił się w tekście przygotowanym dla NRD, tłumaczonym z rosyjskiego i RFN, tłumaczonym z angielskiego. Porozumienie podpisano w neoklasycystycznym budynku w zachodnioberlińskim Kleistpark.